# Arbogast
Arbogast (latinsko Arbogastes, germansko Arbogastiz), rimski vojaški častnik in poltik frankovskega porekla, * okoli 340, Galatija, † september 394

## Zgodnja kariera
Arbogastes ali preprosto Arbogast je bil nečak velikega frankovskega generala Flavija Rihomera in je prebival v frankovski domeni kot rojen v Mali Galaciji, dokler ni bil izgnan v poznih 370-ih. Nekateri stari zgodovinarji trdijo, da je bil sin Bautoja, nekdanjega magistra militum in zaščitnika Valentinijana II. pred Arbogastom. Nekateri sodobni učenjaki to trditev zavračajo, drugi pa jo sprejemajo. Njegovo germansko ime Arbogastiz je tudi sicer izpričano;  je sestavljeno iz elementov *arbija - 'dedovanje' in *gastiz - 'gost'. Arbogast se je pridružil rimski cesarski vojaški službi pod poveljstvom cesarja Gracijana, sina Valentinijana I. in starejšega brata Valentinijana II. v Zahodnem rimskem cesarstvu. Kmalu po vstopu v rimsko vojsko je Arbogast zaslovel kot izjemno učinkovit in zvest poveljnik na terenu. Tako zelo, da je Gracijan leta 380 poslal Arbogasta skupaj s svojim magister militum Bautonom na pomoč Teodoziju I. proti Gotom in njihovemu vodji Fritigernu, potem ko so tistega leta oropali in izropali območja Makedonije in leto prej Tesalije. Zahodne vojske, ki sta jim poveljevala Bauto in Arbogast, ter Teodozij I. na vzhodu, so uspešno potisnile Fritigerna iz Makedonije in Tesalije proti Trakiji v spodnji Meziji, kjer so se začeli njihovi napadi, in na koncu leta 382 sklenili mirovno pogodbo z Vizigoti. Sposobni Frank je skupaj z Mellobaudesom, kraljem Frankov, veljal za Gracijanovega glavnega častnika.

### Grožnja in usmrtitev Maksimusa
Po odstavitvi in umoru Gracijana leta 383 s strani Magnusa Maksima je Zahodno rimsko cesarstvo prišlo pod nadzor slednjega, potem ko ga je Teodozij I. priznal kot soavgusta. Arbogast, očitno zaradi navezanosti na pokojnika, ni hotel služiti pod uzurpatorjem, a je prestopil k Teodoziju in se v njegovi službi povzpel na spoštljiv položaj.  Štiri leta po uporu (387) je Maksim napadel Italijo in pokazal svoje ambicije nadvlade v celotnem cesarstvu, kar je spodbudilo vzhodnega cesarja Teodozija I., da je zbral svoje razpoložljive vojske, vključno z Goti, Huni in Alani, skupaj s svojimi zaupanja vrednimi poveljniki Arbogastom in Rikomerjem, da bi uničil naraščajočo moč ambicioznega tekmeca. Pohod proti Maksimu se je končal šele leto pozneje, leta 388, ko je Maksim po porazu pri Ptuju naglo pobegnil v Oglej, kjer pa ni našel varnosti. Garnizion je bil razočaran nad Maksimovim porazom in njegovi lastni vojaki so ga izročili Teodoziju I. in ga 28. avgusta 388 usmrtili, njegovo glavo pa so nato v turneji razkazovali po provincah. Po usmrtitvi Maksima je Teodozij I. poslal Arbogasta, ki je v tem času na Zahodu imel naziv magister peditum, v Trier, da bi ubil Viktorja, Maksimovega sina in prestolonaslednika na Zahodu. To je bilo storjeno z lahkoto v imenu Arbogasta in z odstranitvijo tako Maksima kot Viktorja, je Teodozij I. lahko prepustil nadzor nad Zahodom Valentinijanu II., mlajšemu sinu Valentinijana I. Takrat je bil Valentinijan II. premlad, da bi samostojno vladal Zahodnemu cesarstvu iz Italije, zato je Teodozij I. ostal v Italiji, da bi vodil civilne in politične zadeve od začetka vladanja Valentinijana II. leta 388 do leta 391, ko je odšel v Carigrad. Takrat je bil Arbogast povišan v magistra militum in je imel nalogo paziti na mladega cesarja, potem ko so jih preselili v Vienne na Iseri.

## Arbogast in Valentinijan II.
Polemika, ki je vključevala Arbogasta, se je začela v času regentstva Valentinijana II., ki je kmalu po tem, ko ga je Teodozij I. priznal za cesarja, postal figura za Arbogastove zvijače in ambicije. Potem ko ga je Teodozij I. razglasil za edinega Magister Militum v Praesenti ali poveljnika vojsk, ki so sodelovale pri cesarju v Zahodnem cesarstvu, se je zdelo, da je Arbogastova avtoriteta v vseh zahodnih provincah, predvsem v Galiji, Španiji in Britaniji, z njim absolutna in da odgovarja samo Teodoziju I. samemu. Vendar Arbogast ni mogel zahtevati nadzora nad temi ozemlji pod svojim imenom in je moral to storiti v imenu Valentinijana II., ker je bil po rojstvu barbar. Do leta 391 je bil Valentinijan II. že izoliran v Vienni, in njegov status v bistvu zmanjšan na status zasebnega državljana, nadzor nad zahodnimi vojskami pa je zdaj pripadal frankovskim plačancem, zvestim Arbogastu. Poleg tega so Valentinijanov dvor preplavili tudi tisti, ki so bili zvesti Arbogastu, potem ko jih je Arbogast postavil v ugodne položaje. V tem obdobju je Arbogast postajal vse bolj nasilen do Valentinijana II. in njegovih svetnikov, tako zelo, da je Arbogast opisan kot ubijalec svetnika Harmonija, cesarjevega prijatelja, ki je bil obtožen jemanja podkupnine, pred nogami Valentinijana II. leta 391. Takratse je Valentinijan II. začel zavedati obsega Arbogastove avtoritete, in ker je Arbogast navidez izražal svojo oblast nad njim po svoji volji, je Valentinijan II. začel pošiljati skrivna sporočila tako Teodoziju I. kot Ambrožu, milanskemu škofu, in jih prosil, naj mu priskočita na pomoč, celo tako, da je prosil Ambroža za krst v strahu, da bi njegova smrt prišla prej, kot je pričakovano od Arbogastove roke.

### Smrt Valentinijana II.
Napetost med Arbogastom in Valentinijanom II. je dosegla vrhunec leta 392, ko je Valentinijan II. odstavil Arbogasta z njegovega sedeža oblasti. Po Zosimovih besedah je Arbogast po tem, ko je prejel ukaz o razrešitvi od Valentinijana II., izjavil »Niti mi nisi dal mojega ukaza niti ga ne boš mogel odvzeti,« in je ukaz takoj vrgel na tla in odšel. Kmalu po tem srečanju sta se Arbogast in Valentinijan II. ponovno srečala v cesarski palači in začela razpravo, ki je kmalu prerasla v spopad med obema, kar je na koncu povzročilo Valentinianov poskus, da bi Arbogasta zabodel z mečem, ki je pripadal stražarju poleg njega, kar je slednji preprečil. Ne glede na to, ali je pripoved o Filostorgiju resnična ali ne, so kmalu zatem, 15. maja 392, Valentinijana II. našli obešenega v svojih spalnih prostorih, pri čemer je Arbogast trdil, da je bil vzrok smrti samomor. Po pričevanju Ambroža Milanskega je Arbogast poslal truplo Valentinijana II. v Milano na ustrezen pogreb, štiri mesece pozneje, avgusta 392, pa je Arbogast za naslednjega cesarja na Zahodu imenoval Evgenija, rimskega učitelja retorike.

#### Razprava o smrti Valentinijana II.
Čeprav so bili stari zgodovinarji enotni pri trditvi Arbogastove nedolžnosti glede smrti Valentinijana II., se nekateri od njih niso mogli strinjati, ali je njegova trditev resnična ali ne. Zgodovinarji, kot so Zosimus, Filostorgij, Sokrat Sholastik, in Pavel Orozij, so vsi verjeli, da je Valentinijana II. tako ali drugače umoril Arbogast. Po drugi strani pa so bolj sodobni učenjaki, kot je Edward Gibbon, menili, da je bila smrt Valentinijana II. načrtovana zarota, da bi Arbogast lahko ostal na sedežu poveljstva na Zahodu prek drugega marionetnega cesarja, medtem ko John Frederick Matthews in Brian Croke trdita, da je bila smrt Valentinijana II. posledica samomora. Croke na primer trdi, da je glede na obdobje štirih mesecev med smrtjo Valentinijana II. in imenovanjem Evgenija zadostovalo, da je bil videti nedolžen, kar namiguje, da če bi Arbogast načrtoval umor, bi Arbogast izvedel zamenjavo Valentinijan II. skoraj takoj.
Cerkvena zgodovina Rufina Oglejskega, ki je najbližji zgodovinski vir o smrti Valentinijana II. navaja, da nihče ni bil zares prepričan, kaj se je točno zgodilo z Valentinijanom II.

## Arbogast in Evgenij
Ne glede na to, ali so govorice o smrti Valentinijana II. resnične ali ne, je bil Evgenij kljub temu izvoljen za naslednjega cesarja Zahodnega rimskega cesarstva avgusta 392 po spremembi režima, ki je veljal za »legitimnega, zakonitega, rimskega in civiliziranega«. Eno prvih Arbogastovih dejanj po Valentinjanovi smrti je bil rimski pohod čez reko Ren leta 393, da bi se maščeval svojim Frankom in njihovima mladcema Suno in Markomerju, ki sta v prejšnjem letu plenila regije severno od Rena, medtem ko je bil Zahod še vedno pod vladavino Valentinijana II. Pri sprožitvi tega vojaškega pohoda, ki je naletel na majhen odpor, je Arbogast uspel obnoviti mesto trdnjavo Köln in mestu vrniti njegovo zaščito kot strateški lokaciji, kar je bilo v tem času leta 393 zadnjič, ko je rimska vojska zasedla vzhodni breg reke Ren. Poleg tega je Arbogastu uspelo skleniti mirovno pogodbo s Franki, ki je rimski vojski zagotovila sveže frankovske rekrute, kar je Arbogast štel za velik dosežek.
Vendar pa so se težave tako za Arbogasta kot Evgenija pojavile, ko se je med Evgenijevim vladanjem začelo gibanje za pogansko revitalizacijo. Tako Teodozij I. kot Ambrozij sta bila kristjana, kar je morda razlog, da je imenovanje Evgenija najprej odobril Teodozij I., vendar pa so morda poganski vplivi Arbogasta spreobrnili Evgenija, saj je mnoge poganske templje, ki so bili prej zaprti v času cesarja Gracijana in Valentinijana II. ponovno odprl in obnovil v delujoče stanje. To je skupaj s tem, da je Teodozij I. povzdignil status svojega najmlajšega sina Honorija v popolnega avgusta leta 393 dejansko zmanjšal legitimnost Evgenija in potisnil oba tabora, Arbogastovega in Evgenijevega ter Teodozijevega in Ambrozijevega, narazen. Poleg tega, ker so bile komunikacijske poti zaradi napredovanja Rufina v pretorskega prefekta na vzhodu po smrti Valentinijana II. med obema polovicama v najboljšem primeru pretrgane, je Rufinu uspelo obvestiti Teodozija I. o vsem, kar je verjel, da je vredno cesarjeve pozornosti. Na tej točki sta tako Arbogast kot Evgenij, v želji, da bi ponovno pridobila svojo legitimnost, aprila 393 izpostavila zahtevo po Italiji in leta 394 celo zagrozila, da bosta baziliko v Milanu spremenila v svojo konjušnico. Sčasoma so vplivi tako Arbogasta kot Evgenija, skupaj s ponovnim imenovanjem Nikomaha Flavijana za pretorskega prefekta Italije, pripeljali do popolnega in zadnjega oživljanja poganstva vključujoč obnovitev oltarja zmage in drugih poganskih simbolov v Italiji.
Kmalu po teh dogodkih je leta 394 cesar Teodozij I., morda zavedajoč se, da razmere med Vzhodom in Zahodom vsaj postajajo problematične, začel pripravljati svoje federate, vključno z germanskimi četami, tistimi iz vizigotske pogodbe leta 382 pod vodstvom Alarika, pa tudi vojaške enote sestavljene iz Alanov in Hunov, za vojno proti Arbogastu in Evgeniju. Glede na to, da sta Arbogast in Evgenij spet začela odkrito slaviti poganstvo, je Teodozij I. skušal svoja dejanja proti Arbogastu in Evgeniju opravičiti kot sveto vojno in se s svojimi vojskami odpravil skozi Julijske Alpe, da bi oba svoja nasprotnika odstranil iz njihovih položajev leta 394 v bitki pri Mrzli reki.
Teodozij I. je 6. septembra 394 porazil sile Arbogasta. 

#### Smrt Arbogasta in Evgenija
Potem ko je v bitki Teodozij I. prevzel taborišče Arbogasta in Evgenija, je bil Evgenij osebno ujet in prosil, naj mu prizanesejo. Vendar se to ni zgodilo, saj je Evgenij svoj konec dosegel z obglavljenjem in razkazovanjem njegove glave po provincah na enak način kot Maksim leta 388. Arbogast pa je uspel pobegniti pred Teodozijem I. v Alpe, kjer naj bi po nekaj dnevih storil samomor.

## Zapuščina
- "Flavij Arbogast ... je bil prvorazredni vojaški poveljnik z dobrimi dosežki, zelo priljubljen v vojski in popolnoma zvest hišam Valentinijana in Teodozija." [21]

- "Arbogast, ognjevit Frank, ni bil [...] le spletkar kot Maksimus, ampak pogumen in dobro izurjen vojak, verjetno najboljši general v rimskem cesarstvu. . ." [52]

- O Bautonu in Arbogastu: "Oba moža sta bila po rodu Franka, izjemno naklonjena Rimljanom, popolnoma imuna na podkupnine in izjemna glede vojskovanja v možganih in močeh." [53]

## Poglej tudi
- Rimska državljanska vojna leta 394 AD
- Bitka pri Mrzli reki
- Valentinijan II.
- Teodozij I.
- Evgenij
- Stiliho
- Magn Maksim